# 腎毒性
腎毒性（Nephrotoxicity）とは、化学物質による腎障害を発症させる性質を意味する。有害化学物質でも薬剤でも、何らかの物質が腎機能に毒作用を及ぼす事を指す。薬剤により腎毒性が発現した状態を、薬剤性腎障害（Drug-induced renal injury）という。様々な形態があり、薬によっては複数の方法で腎機能に影響を与える場合もある。腎障害を引き起こす化学物質は腎毒素と呼ばれている。
腎毒性は、主に腎臓から排泄される幾つかの薬が、腎機能の低下に合わせて投与量を調整する必要がある事と混同してはならない（例：ヘパリン、リチウム）。

## 成因
剤性腎障害の発症機序は以下の３つに大別される。
- 直接型：薬剤が直接腎臓に作用するもので、用量依存的に発症頻度が増加する。
- 過敏型：アレルギーにより腎障害が発生するもので、用量に非依存的である。
- その他：免疫学的機序を介した糸球体障害（微小変化型、膜性腎症）、腎血流低下、血管障害、閉塞性腎症など

## 毒性の種類

### 心血管系作用
- 一般：利尿薬、β遮断薬、血管拡張薬
- 局所：ACE阻害薬、シクロスポリン[4]、タクロリムス[4]

### 尿細管への直接作用
- 近位尿細管：アミノグリコシド系抗生物質（例：ゲンタマイシン）、アムホテリシンB、シスプラチン、放射線造影剤、免疫グロブリン、マンニトール
- 遠位尿細管：NSAID（例：アスピリン、イブプロフェン、ジクロフェナク）、ACE阻害薬、シクロスポリン、リチウム塩、シクロホスファミド、アムホテリシンB
- 尿細管閉塞：スルホンアミド、メトトレキサート、アシクロビル、ジエチレングリコール、トリアムテレン

### 急性間質性腎炎
- β-ラクタム系抗生物質、バンコマイシン、リファンピシン、スルホンアミド系抗生物質、シプロフロキサシン、NSAID、ラニチジン、シメチジン、フロセミド、チアジド系利尿薬、フェニトイン

### 慢性間質性腎炎
- リチウム塩
- シクロスポリン[5]

### 急性糸球体腎炎
薬剤性糸球体疾患は一般的ではないが、幾つかの薬剤が関与していると言われている。糸球体病変は、直接的な薬物毒性ではなく、主に免疫介在性の経路で生じる。
- ヘロイン、パミドロン酸（英語版）：巣状分節性糸球体硬化症を引き起こす事が知られている
- 金塩：膜性腎症を引き起こす可能性がある[5]。
- ペニシラミン

### 尿崩症の原因薬剤
- リチウム塩
- アムホテリシンB：低用量で可逆、高用量で不可逆
- フッ化物
- デメクロサイクリン
- ホスカルネット

### その他の腎毒素
- 鉛、水銀、カドミウムの塩[1]
- アリストロキア酸：一部の植物およびそれらの植物から派生した幾つかのハーブサプリメントに含まれており、ヒトに対して腎毒性を持つことが示されている。
- ルバーブ：一部の人に腎臓の炎症を引き起こす可能性のある、腎毒性物質が幾つか含まれている。
- フマル酸（別名：食品添加物E297）
- オレラニン

## 診断
腎毒性は、通常、簡単な血液検査によってモニタリングされる。クレアチニンクリアランスの低下は、腎機能の低下を示す。クレアチニンの正常値は、80～120μmol/Lである。画像下治療では、患者のクレアチニンクリアランス値は毎回処置の前に確認される。
血清クレアチニンは腎機能の別の指標であるが、初期の腎臓病患者を扱う場合には臨床的にはこちらの方が有用であると思われる。

## 関連文献
- Choudhury, Devasmita; Ahmed, Ziauddin (2006). “Drug-associated renal dysfunction and injury”. Nature Clinical Practice Nephrology 2 (2):  80–91. doi:10.1038/ncpneph0076. PMID 16932399.
- Szeto, CC; Chow, KM (2005). “Nephrotoxicity related to new therapeutic compounds”. Renal Failure 27 (3):  329–33. doi:10.1081/jdi-56595. PMID 15957551.